# Mad Hatter (album)
Mad Hatter è il secondo album in studio dei Bonham, uscito nel 1992 per l'Etichetta discografica WTG Records.

## Tracce
1. Bing (Bonham, Hatton, MacMaster, Smithson) 4:48
2. Mad Hatter (Bonham, Hatton, MacMaster, Smithson) 5:20
3. Change of a Season (Bonham, Hatton, MacMaster, Smithson) 6:58
4. Hold On (Bonham, Hatton, MacMaster, Smithson) 4:20
5. The Storm (Bonham, Hatton, MacMaster, Smithson) 5:56
6. Ride on a Dream (Bonham, Hatton, MacMaster, Smithson) 5:47
7. Good With the Bad (Bonham, Hatton, MacMaster, Smithson) 6:36
8. Backdoor (Bonham, Hatton, MacMaster, Smithson) 3:34
9. Secrets (Bonham, Hatton, MacMaster, Smithson) 4:36
10. Los Locos (Bonham, Hatton, MacMaster, Smithson) 3:53
11. Chimera (Bonham, Hatton, MacMaster, Smithson) 5:54

## Formazione
- Daniel MacMaster - voce
- Ian Hatton - chitarra
- John Smithson - basso, tastiere, violino, cori
- Jason Bonham - batteria

### Altri musicisti
- Tower Of Power - fiati (2)
- Jimmy Zee - armonica (10)
- Craig Neil - percussioni (1 & 2)
- Gordon Grody - cori (3, 4 & 8)
- Terry Brock - cori (3, 4 & 8)